# Patrick Bechter

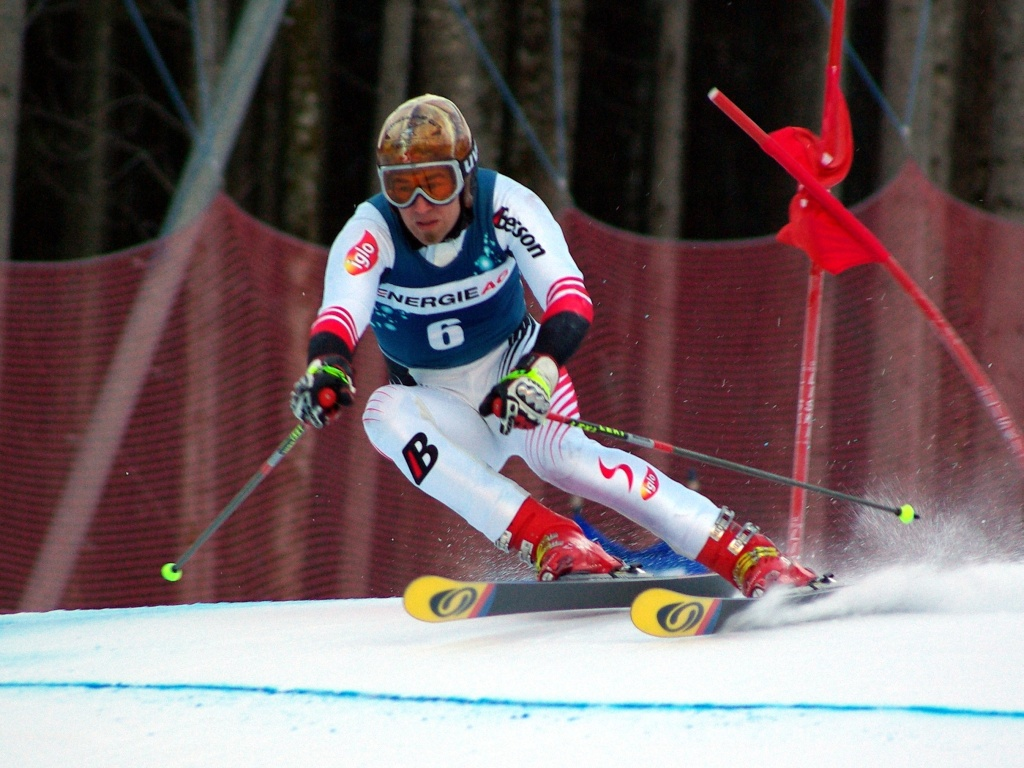
Patrick Bechter im EC-Riesenslalom in Hinterstoder im Jänner 2008.

Patrick Bechter (* 2. August 1982 in Dornbirn) ist ein ehemaliger österreichischer Skirennläufer. Er war auf die Disziplinen Riesenslalom und Slalom spezialisiert, erreichte drei Top-10-Platzierungen im Weltcup, vier Siege im Europacup und wurde 2001 Juniorenweltmeister in der Kombination.

## Biografie
Bechter startete für den SC Mühlebach, einem Skiclub in seiner Heimatstadt Dornbirn, und bestritt im November 1997 seine ersten FIS-Rennen. 1998 wurde er in den Kader des Österreichischen Skiverbandes (ÖSV) aufgenommen. Bei den Juniorenweltmeisterschaften 2001 schaffte Bechter mit dem vierten Platz in der Abfahrt, dem siebenten im Super-G und dem 14. Platz im Slalom den Sieg in der Kombinationswertung. Im darauffolgenden Jahr erreichte er bei den Juniorenweltmeisterschaften 2002 den achten Rang im Super-G und den elften Rang in der Abfahrt. Auf nationaler Ebene wurde 1999 in der Altersklasse Jugend I Österreichischer Jugendmeister in der Abfahrt und 2002 in der Klasse Jugend II Österreichischer Jugendmeister im Super-G. Ebenfalls 2002 wurde er österreichischer Staatsmeister im Slalom.
Nach ersten Podestplätzen und Siegen in FIS-Rennen kam Bechter im Jänner 2001 erstmals im Europacup zum Einsatz. Er spezialisierte sich in dieser Rennserie bald auf die Disziplinen Slalom und Riesenslalom und erzielte im März 2002 seinen ersten Podestplatz. Bis Dezember 2008 erreichte er insgesamt 16 Podestplätze im Europacup, darunter vier Siege in Riesenslaloms. In den Saisonen 2002/03 und 2004/05 belegte er jeweils den zweiten, 2005/06 den dritten Rang in der Riesenslalom-Disziplinenwertung. Sein bestes Ergebnis im Gesamtklassement des Europacups war ein vierter Platz in der Saison 2004/05.
Neben dem Europacup startete Bechter ab dem Winter 2003/04 auch im Weltcup in den Disziplinen Slalom und Riesenslalom. Nachdem er sich anfangs nicht für zweite Durchgänge qualifizieren konnte, gewann er am 18. Dezember 2005 mit Platz 17 im Slalom von Alta Badia die ersten Weltcuppunkte. Drei Wochen später, am 7. Jänner 2006, erreichte er mit dem achten Platz im Riesenslalom am Chuenisbärgli in Adelboden sein bestes Weltcupresultat. Daran anschließend konnte er sich öfters für den zweiten Durchgang qualifizieren, Platzierungen unter den besten 20 gelangen ihm aber erst wieder im Winter 2008/09, als er mit zwei zehnten Plätzen in den Slaloms von Levi und Zagreb auch wieder Top-10-Ergebnisse erreichte. Ab Mitte Jänner 2009 startete Bechter nur noch im Slalom, konnte sich ab der Saison 2009/10 aber nur mehr selten für zweite Durchgänge qualifizieren. Sein letztes zählbares Ergebnis im Weltcup war ein 23. Platz im Slalom von Kranjska Gora im März 2011. Am 9. Februar 2012 gab Bechter seinen Rücktritt vom Skirennsport bekannt.

## Erfolge

### Weltcup
- 3 Platzierungen unter den besten zehn

### Europacup
- Saison 2002/03: 2. Riesenslalom
- Saison 2003/04: 6. Riesenslalom
- Saison 2004/05: 4. Gesamt, 2. Riesenslalom
- Saison 2005/06: 7. Gesamt, 3. Riesenslalom
- Saison 2007/08: 8. Gesamt, 6. Riesenslalom, 9. Slalom
- Saison 2008/09: 5. Slalom
- 16 Podestplätze, davon 4 Siege:

| Datum             | Ort          | Land       | Disziplin    |
| ----------------- | ------------ | ---------- | ------------ |
| 10. Jänner 2003   | Krompachy    | Slowakei   | Riesenslalom |
| 11. Dezember 2003 | St. Vigil    | Italien    | Riesenslalom |
| 6. Dezember 2004  | Valloire     | Frankreich | Riesenslalom |
| 10. Jänner 2006   | Hinterstoder | Österreich | Riesenslalom |

### Juniorenweltmeisterschaften
- Verbier 2001: 1. Kombination, 4. Riesenslalom, 7. Abfahrt, 11. Slalom
- Tarvisio 2002: 8. Super-G, 11. Abfahrt

### Weitere Erfolge
- Österreichischer Meister im Slalom 2002
- Bronzemedaille im Riesenslalom bei der Militär-Skiweltmeisterschaft 2006
- 12 Siege in FIS-Rennen (6× Riesenslalom, 6× Slalom)